# Sehne (Anatomie)

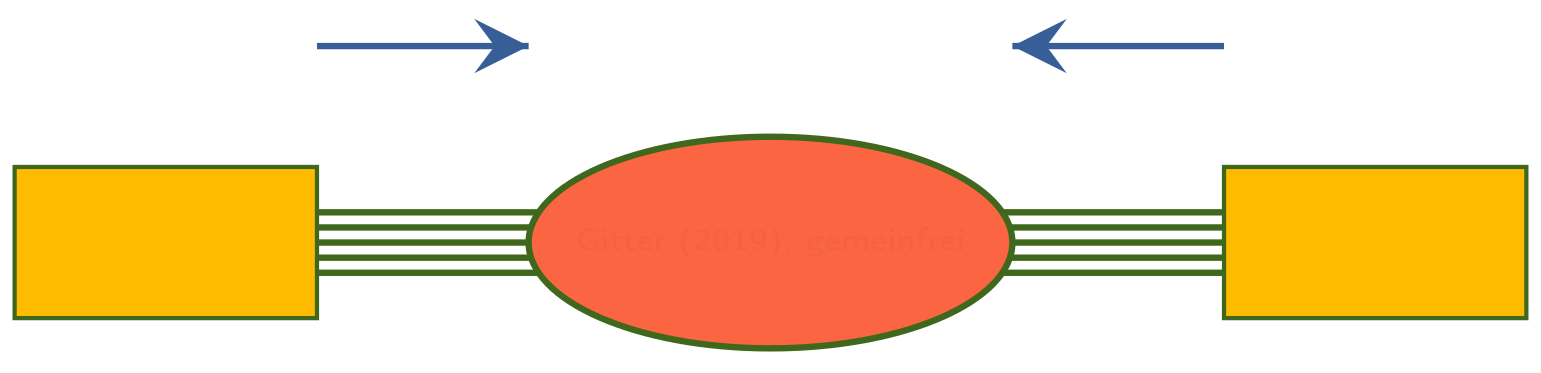
Sehnen aus straffem Bindegewebe übertragen Zugkräfte des Muskels (rot gezeichnet) auf Knochen (gelb).

Querschnitt durch eine Sehnenscheide:
1 Stratum fibrosum
2 Mesotendineum
3 äußeres Blatt des Stratum
synoviale
4 Gleitraum mit Synovia
5 inneres Blatt des Stratum
synoviale
6 Sehne

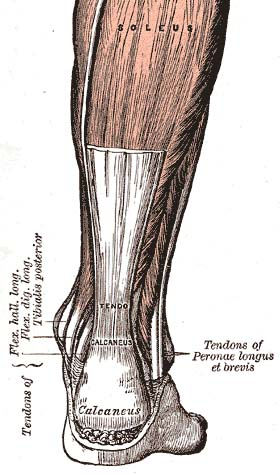
Die Achillessehne

Eine Sehne oder Flechse (fachsprachlich auch Tendo (maskulin), lateinisch: tenon, auch tendo, oder ungenau nervus) ist ein bindegewebiger Teil des Muskels, der diesen mit einem Knochen verbindet (siehe auch Ursprung und Ansatz). Eine Ausnahme bilden die Zwischensehnen, die zwei oder mehrere Muskelbäuche eines Muskels verbinden, oder der Ansatz an einer Faszie. An Stellen, an denen Sehnen Gelenke passieren, werden sie häufig durch Gleithüllen (Sehnenscheiden) oder Schleimbeutel vor Druckbelastung geschützt.

## Aufbau
Sehnen bestehen aus fixen Zellen und einer Interzellularsubstanz, in die hauptsächlich kollagene Fasern eingelagert sind und damit den Sehnen ihre Festigkeit geben. Umgeben sind sie von der „Sehnenhaut“ (Peritendineum). Um die Sehne ist meist lockeres Bindegewebe ausgebildet, das als Paratendon bezeichnet wird.
Eine Sehne besteht immer aus nebeneinander verlaufenden und fest unter sich verkitteten Bindegewebsfasern (→ straffes Bindegewebe), die zu Bündeln vereinigt sind. Es sind nur wenige Nerven und Blutgefäße in den Sehnen vorhanden, was eine schlechte Regenerationsfähigkeit nach sich zieht. Sehnen enthalten wahrscheinlich zu einem geringen Anteil auch mesenchymale Stammzellen.

## Arten
Es gibt zwei Arten von Sehnen:
- flache, dünne, breite, mehr hautähnliche, welche sich meist an flachen Muskeln finden, die sogenannten Sehnenplatten oder Aponeurosen
- rundliche, strangförmige Sehnen

Die stärkste Sehne am menschlichen Körper ist die Achillessehne (Tendo calcaneus). Sie ist der Ansatzpunkt für den dreiköpfigen Wadenmuskel (Musculus triceps surae) und hält über eine Tonne Zugbelastung aus. Sehnen weisen unterschiedliche Größen auf, wie bei den langen Fingermuskeln: Die Muskelbäuche sind im Unterarm lokalisiert, während die Sehnen selbst erst an den Endgliedern der Fingerknochen ansetzen.

## Spannung
Die Sehnenspannung kann gemessen werden, so dass beispielsweise Belastungen der Sehne und gegebenenfalls Sehnenrisse festgestellt werden können. Die Spannung kann nichtinvasiv durch ultraschall-basierte Scherwellen-Elastographie gemessen werden. Ebenfalls nichtinvasiv kann sie auch durch ein auf die Haut aufgesetztes Gerät gemessen werden, welches aus einem Aktor und mehreren Beschleunigungsmessern besteht: Der Aktor löst mechanische Wellen im Sehnengewebe unter der Haut aus, und die Beschleunigungsmesser verfolgen die Geschwindigkeit der Wellenausbreitung. Da die Wellenausbreitungsgeschwindigkeit monoton mit der Sehnenspannung variiert, kann aus dieser Geschwindigkeit auf die Sehnenspannung zurückgeschlossen werden.

## Erkrankungen
Bei starker Dehnung, beispielsweise durch plötzliche Überbelastung kann es zu einer Sehnenzerrung kommen. Die Schädigung der Sehnenfasern ruft eine Entzündung hervor, die Tendinitis genannt wird. Sehr starke Belastungen können zu einem Sehnenriss führen. Im Ansatzbereich können Sehnenverkalkungen auftreten. Die Entzündung der die Sehne umgebenden Sehnenscheide wird als Tendovaginitis bezeichnet.